# Vittorio Brambilla
Vittorio Giuseppe Brambilla (Monza, 11 novembre 1937 – Lesmo, 26 maggio 2001) è stato un pilota motociclistico e pilota automobilistico italiano.
Fratello minore di un altro pilota, Tino, iniziò il suo percorso nel mondo dell'automobilismo con il kart per poi passare nelle categorie minori delle monoposto attraverso la Formula 3 e la Formula 2 ed infine alla Formula 1. Soprannominato dai media inglesi "the Monza gorilla", era molto rispettato all'interno dell'ambiente sportivo.
Abile nella guida in condizioni estreme, tanto da essere considerato uno dei migliori piloti della storia della F1 a guidare sul bagnato, colse il suo unico successo in Formula 1 al Gran Premio d'Austria 1975 sotto il diluvio. Nella sua carriera in massima serie corse per March, Surtees e Alfa Romeo. Proprio alla guida delle vetture della casa di Arese prese parte a diverse edizioni del Campionato mondiale sportprototipi, in cui colse diversi successi, portando il costruttore alla vittoria del titolo 1977.

## Carriera

### Gli inizi
Vittorio Brambilla era figlio di Carlo, proprietario di un'officina a Monza, e fratello di Tino. Dall'ambiente familiare ereditò la passione per il mondo dei motori e nel 1958 fece il proprio esordio nel mondo del motociclismo, imponendosi nel campionato cadetti 175. Fece poi diversi anni di gavetta, all'ombra del fratello (vincitore di due gare dell'europeo di formula 2 1968 al volante della Ferrari Dino ufficiale) che aiutava, visto che la famiglia non era in grado di sostenerli entrambi in due competizioni automobilistiche. In quegli anni Brambilla comprò anche un kart, con cui si affinò nel mondo delle quattro ruote, e contò anche una partecipazione al motomondiale della classe 500 in occasione del Gran Premio motociclistico delle Nazioni 1969 guidando una Paton e classificandosi al 12º posto.

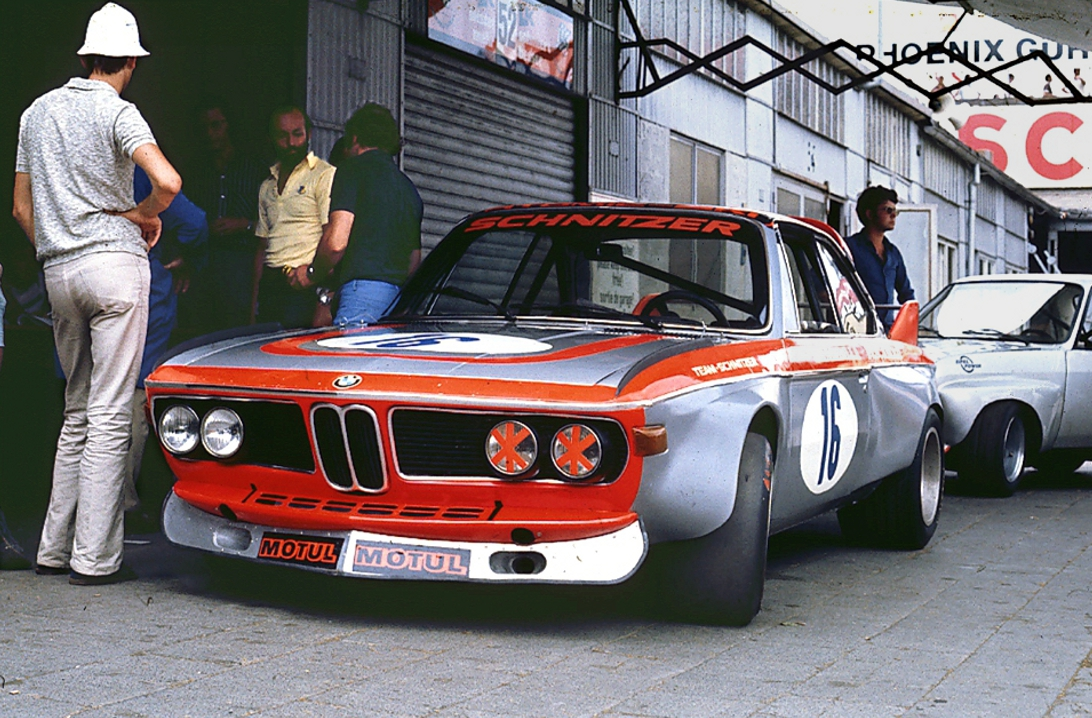
La BMW 3.0 CSL utilizzata da Brambilla alla 6 Ore del Nürburgring del 1973

Col passaggio del fratello alla Formula 2, nel 1968, Brambilla poté dedicarsi alla Formula 3 e nel 1972 riuscì a conquistare il campionato italiano alternandosi alla guida di una Brabham motorizzata Ford e di una Birel-Alfa Romeo. L'anno successivo cominciò l'europeo di Formula 2 al volante della vecchia March 712 che solitamente usava il fratello, ottenendo dei buoni piazzamenti in avvio di stagione. Poi, grazie all'aiuto della Beta Utensili, acquistò la nuova March 732-BMW e in quel momento cominciò ad ottenere risultati sempre più sorprendenti, culminati con le due vittorie a fine stagione al Salzburgring e ad Albi, in Francia, dove batté il nuovo campione europeo Jean-Pierre Jarier.
Queste due affermazioni unite a due secondi e due terzi posti lo issarono in seconda posizione nella classifica "lorda" dell'europeo; tale posizione divenne poi la quarta perché, in base al regolamento in vigore, dovette scartare i 9 punti conquistati in Austria. Il risultato finale fu comunque straordinario, perché all'epoca l'europeo di Formula 2 era un campionato prestigioso, e il monzese che correva privatamente (il suo team era composto da un solo meccanico) riuscì a inserirsi fra un gruppetto di piloti che poi farà parlare di sé e che correvano tutti con vetture ufficiali con assistenza tecnica più numerosa. A fine anno venne inoltre premiato con il premio Casco d'oro dalla rivista Autosprint.
Sempre in quel 1973 con una BMW 635 si prese il lusso di battagliare con Jackie Stewart (Ford Capri) e Niki Lauda (BMW) alla 4 ore di Monza valida per il Campionato Europeo Turismo, facendo divertire il pubblico brianzolo. Lo stesso anno ebbe anche un colloquio con Enzo Ferrari. Brambilla, che sperava di poter esordire in Formula 1, si era infatti recato a Maranello per chiedere al Commendatore se era disponibile ad assumerlo, ma questi, pur ritenendo il monzese un pilota talentuoso, rifiutò in quanto aveva già varato un progetto a lungo termine proprio con Lauda e Regazzoni. Grazie ai risultati riuscì comunque ad attirare l'attenzione della famiglia Ciceri, proprietaria Beta Utensili, che divenne suo sponsor personale nel mondo delle corse e gli permise di esordire nella massima serie a bordo di un March della squadra ufficiale.

### Formula 1

#### La carriera in March (1974-1976)

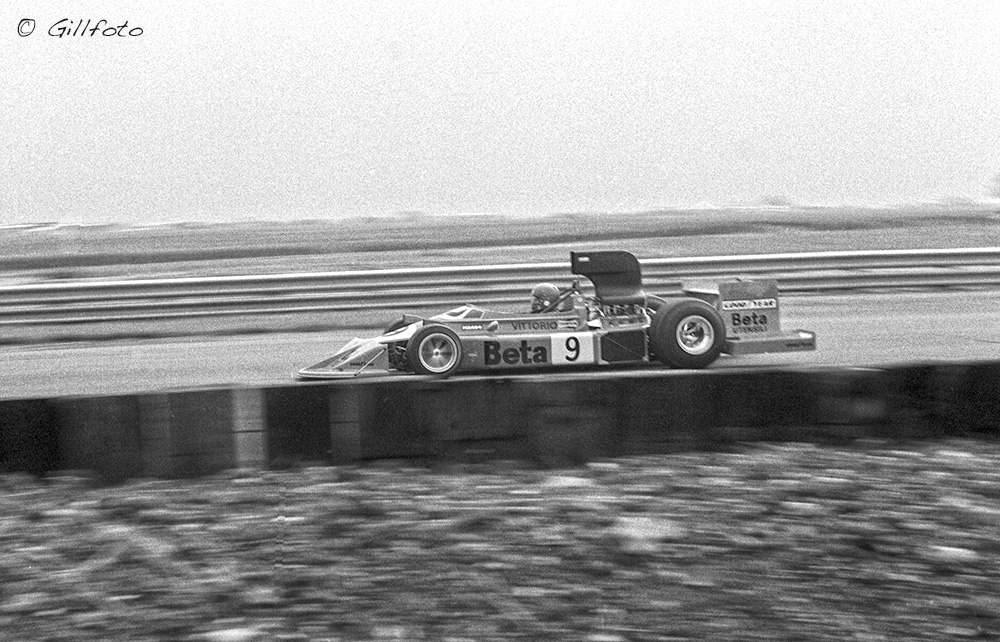
Brambilla al volante della March nel 1975

Il pilota monzese fece quindi il suo esordio nel mondiale 1974 al volante di una March 741 motorizzata Ford Cosworth al Gran Premio di Kyalami, classificandosi al decimo posto. Nella stessa stagione ottenne il suo primo punto iridato a Zeltweg, in Austria.

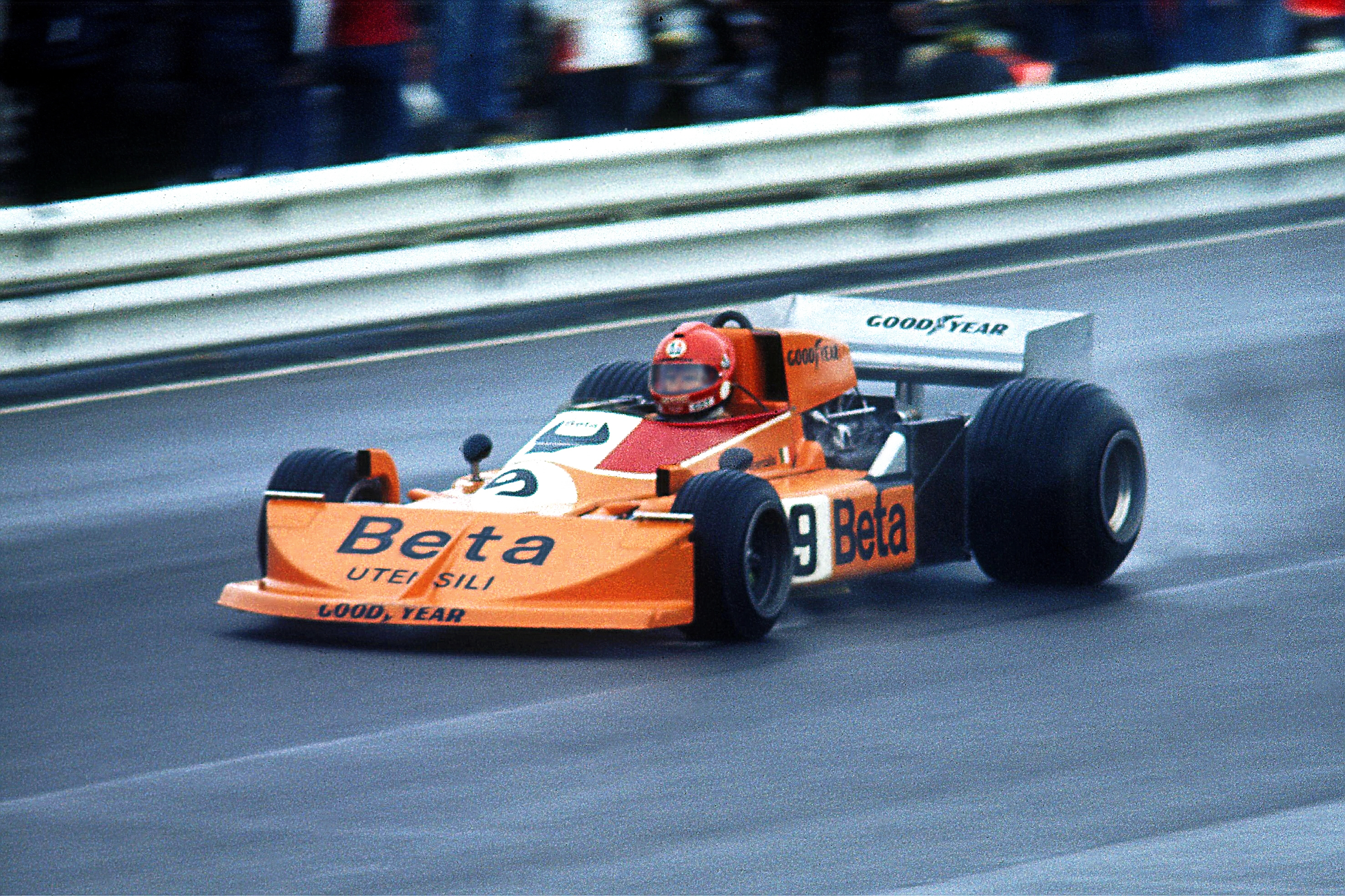
Brambilla impegnato con la sua March nel 1976

Il 1975 fu il suo anno migliore: pur correndo con una vettura meno performante della concorrenza, in quanto i freni della sua March 751 erano derivati dalle vetture di Formula 2, riusci sempre più spesso in prova ad avvicinarsi ai primi e a Anderstorp arrivò a conquistare la pole position. A Zolder invece riuscì a comandare per alcuni giri prima che i freni esplodessero. Quando pioveva però, la differenza fra i top team e le piccole squadre si assottigliava e in una di queste occasioni Brambilla vinse la sua prima e unica gara di Formula 1 al Gran Premio d'Austria, precedendo di una trentina di secondi James Hunt e Tom Pryce. Questa gara verrà ricordata per la scomparsa di Mark Donohue a causa dello scoppio di una gomma durante il warm-up. Tra l'altro la gara stessa venne anche interrotta a causa del maltempo prima che fosse coperta almeno il 75% della distanza e per questo, in base al regolamento, gli venne assegnata la metà dei punti. Sotto il traguardo Brambilla, in preda all'entusiasmo, festeggiò alzando entrambe le braccia e perse il controllo della sua March 751 distruggendo il musetto che per molti anni venne usato come "trofeo" nell'officina di famiglia a ricordo della sua unica vittoria. Sempre nel 1975 riuscì a vincere anche la gara di Vallelunga di Formula 2 con la March del team di Ron Dennis.
Nel 1976 conquistò solo qualche sporadico piazzamento. Ebbe anche un litigio con i dirigenti della March, accusati dal pilota monzese di favorire il compagno di squadra Ronnie Peterson e a fine stagione il suo contratto non venne rinnovato, lasciandolo senza un volante.

#### Il passaggio in Surtees (1977-1978)

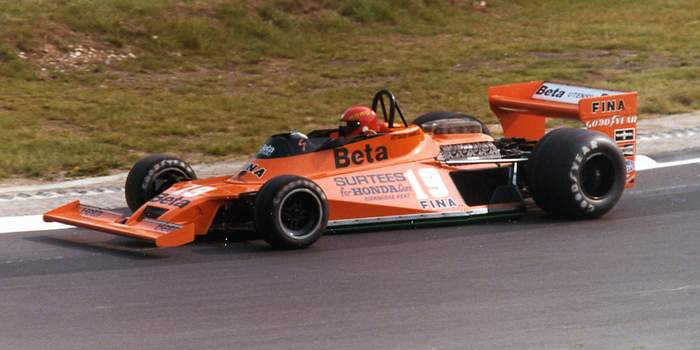
Brambilla al Gran Premio di Gran Bretagna del 1978

Corse quindi la stagione 1977 a bordo della vettura del Team Surtees. Ottenne le sue migliori prestazioni quando le gare si svolgevano in avverse condizioni climatiche e nel gran premio del Belgio arrivò al quarto posto.
Nel frattempo era diventato anche uno dei piloti dell'Alfa Romeo nel campionato mondiale sportprototipi e grazie a questo, quando la casa di Arese decise, oltre che fornire le motorizzazioni alla Brabham, di progettare una monoposto interamente sua, incaricò Brambilla di tutti i collaudi e grazie alle sue indicazioni riuscì a far progredire parecchio la vettura. Il 10 settembre 1978, nel Gran Premio d'Italia che si disputava nella sua città natale, Brambilla rimase però gravemente ferito nello stesso incidente che costò la vita al collega Ronnie Peterson: dapprima in serio pericolo di vita a causa di una frattura al cranio, con conseguente trauma cranico, lentamente si riprese e ad inizio ottobre venne dimesso dall'ospedale. Nonostante una lunga degenza, riuscì a riprendersi e l'anno seguente tornò a correre.

#### Gli ultimi anni con l'Alfa Romeo (1979-1980)

Brambilla impegnato alla guida della sua Alfa Romeo nel 1978

Già nel maggio 1978 Brambilla si era accordato con l'Alfa Romeo per disputare la stagione 1979 e aveva cominciato i primi test con una vettura sperimentale. L'incidente avvenuto a Monza aveva portato alla sospensione delle prove e all'assunzione di Bruno Giacomelli, che portò al debutto la monoposto al Gran Premio del Belgio 1979.
Però l'Alfa poteva schierare una sola vettura. Per permettere a Brambilla di tornare in pista, fin dall'estate fu sviluppata una vettura a effetto suolo. I test furono positivi e per il Gran Premio d'Italia 1979 si decise per due vetture: a Brambilla, che tornava alle corse dopo un anno, l'177, e a Giacomelli l'179. Il monzese concluse la corsa al dodicesimo posto, con un giro di ritardo. Prese parte anche alle due corse successive, ritirandosi in Canada e mancando la qualificazione negli Stati Uniti.

Brambilla sull'Alfa Romeo 177 all'Autodromo nazionale di Monza nel 1979.

Nel 1980 fu assunto Patrick Depailler e Vittorio Brambilla divenne il terzo pilota della squadra. Lo stesso anno corse nel Campionato mondiale sportprototipi con l'Osella che divideva con Lella Lombardi, ma pareva imminente un suo rientro alle corse di Formula 1 al Gran Premio del Belgio con una terza vettura dell'Alfa Romeo. Problemi e ritardi nella realizzazione della monoposto ritardarono il debutto. La morte di Depailler durante le prove del Gran Premio di Germania indusse l'Alfa Romeo a far correre solo Giacomelli e il ritorno del pilota monzese avvenne in occasione delle gare in Olanda e Italia, conclusesi con due ritiri. Nelle ultime corse della stagione fu sostituito da Andrea De Cesaris.

### Il ritiro dalle competizioni
Demotivato e deluso dall'evoluzione della Formula 1, nel settembre 1980 Brambilla annunciò il ritiro a fine stagione, affermando che l'abilità del pilota non era più centrale. Sulla sua valutazione pesarono anche le ferite subite al Gran Premio d'Italia 1978. Decise di dedicarsi alla preparazione delle vetture di Formula 3 con l'intenzione di avviare il figlio alle competizioni.
Vittorio Brambilla ha recitato un cameo interpretando se stesso nel film Io tigro, tu tigri, egli tigra, realizzato nel 1978 con la regia di Renato Pozzetto e Giorgio Capitani. Nel 1998 fu assegnato a lui e al fratello Tino l'Oscar dello sport alla carriera.
Morì d'infarto nella sua casa di Lesmo il 26 maggio 2001 all'età di 63 anni. I funerali si svolsero nel duomo di Monza tre giorni più tardi e videro la partecipazione di molti suoi ex colleghi del mondo delle corse, da Bruno Giacomelli a Max Mosley. È sepolto nel Cimitero Urbano di Monza.

## Palmarès
- Campionato italiano assoluto di velocità (1976 e 1977)
- Campionato italiano di Formula 3 (1972)
- Gran Premio d'Austria (1975)

## Risultati

### Motomondiale
| 1969 | Classe | Moto  |  |  |  |  |  |  |  |  |  |  |    |  |  | Punti | Pos. |
| ---- | ------ | ----- |  |  |  |  |  |  |  |  |  |  | -- |  |  | ----- | ---- |
| 1969 | 500    | Paton |  |  |  |  |  |  |  |  |  |  | 12 |  |  | 0     |      |

| Legenda | 1º posto        | 2º posto            | 3º posto            | A punti      | Senza punti        | Grassetto – Pole position Corsivo – Giro più veloce |
| Legenda | Gara non valida | Non qual./Non part. | Ritirato/Non class. | Squalificato | '-' Dato non disp. | Grassetto – Pole position Corsivo – Giro più veloce |

### Campionato mondiale di Formula 1
| 1974 | Scuderia | Vettura |  |  |    |    |   |     |    |    |    |     |    |   |     |    |     |  |  | Punti | Pos. |
| ---- | -------- | ------- |  |  | -- | -- | - | --- | -- | -- | -- | --- | -- | - | --- | -- | --- |  |  | ----- | ---- |
| 1974 | March    | 741     |  |  | 10 | NP | 9 | Rit | 10 | 10 | 11 | Rit | 13 | 6 | Rit | NQ | Rit |  |  | 1     | 18º  |

| 1975 | Scuderia | Vettura   |   |     |     |   |     |     |     |     |     |   |     |   |     |   |  |  |  | Punti | Pos. |
| ---- | -------- | --------- | - | --- | --- | - | --- | --- | --- | --- | --- | - | --- | - | --- | - |  |  |  | ----- | ---- |
| 1975 | March    | 741 e 751 | 9 | Rit | Rit | 5 | Rit | Rit | Rit | Rit | Rit | 6 | Rit | 1 | Rit | 7 |  |  |  | 6,5   | 11º  |

| 1976 | Scuderia | Vettura |     |   |     |     |     |     |    |     |     |     |     |   |   |    |     |     |  | Punti | Pos. |
| ---- | -------- | ------- | --- | - | --- | --- | --- | --- | -- | --- | --- | --- | --- | - | - | -- | --- | --- |  | ----- | ---- |
| 1976 | March    | 761     | Rit | 8 | Rit | Rit | Rit | Rit | 10 | Rit | Rit | Rit | Rit | 6 | 7 | 14 | Rit | Rit |  | 1     | 19º  |

| 1977 | Scuderia | Vettura |   |     |   |     |     |   |   |     |    |   |   |    |    |     |    |   |   | Punti | Pos. |
| ---- | -------- | ------- | - | --- | - | --- | --- | - | - | --- | -- | - | - | -- | -- | --- | -- | - | - | ----- | ---- |
| 1977 | Surtees  | TS19    | 7 | Rit | 7 | Rit | Rit | 8 | 4 | Rit | 13 | 8 | 5 | 15 | 12 | Rit | 19 | 6 | 8 | 6     | 16º  |

| 1978 | Scuderia | Vettura     |    |    |    |     |    |    |   |     |    |   |     |   |    |     |  |  |  | Punti | Pos. |
| ---- | -------- | ----------- | -- | -- | -- | --- | -- | -- | - | --- | -- | - | --- | - | -- | --- |  |  |  | ----- | ---- |
| 1978 | Surtees  | TS19 e TS20 | 18 | NQ | 12 | Rit | NQ | 13 | 7 | Rit | 17 | 9 | Rit | 6 | SQ | Rit |  |  |  | 1     | 19º  |

| 1979 | Scuderia   | Vettura   |  |  |  |  |  |  |  |  |  |  |  |  |    |     |    |  |  | Punti | Pos. |
| ---- | ---------- | --------- |  |  |  |  |  |  |  |  |  |  |  |  | -- | --- | -- |  |  | ----- | ---- |
| 1979 | Alfa Romeo | 177 e 179 |  |  |  |  |  |  |  |  |  |  |  |  | 12 | Rit | NQ |  |  | 0     |      |

| 1980 | Scuderia   | Vettura |  |  |  |  |  |  |  |  |  |  |     |     |  |  |  |  |  | Punti | Pos. |
| ---- | ---------- | ------- |  |  |  |  |  |  |  |  |  |  | --- | --- |  |  |  |  |  | ----- | ---- |
| 1980 | Alfa Romeo | 179     |  |  |  |  |  |  |  |  |  |  | Rit | Rit |  |  |  |  |  | 0     |      |

| Legenda | 1º posto     | 2º posto | 3º posto    | A punti         | Senza punti/Non class.  | Grassetto – Pole position Corsivo – Giro più veloce |
| Legenda | Squalificato | Ritirato | Non partito | Non qualificato | Solo prove/Terzo pilota | Grassetto – Pole position Corsivo – Giro più veloce |